# Wu Wenjin
Pour les articles homonymes, voir Wu.
Dans ce nom, le nom de famille, Wu, précède le nom personnel.
Wu Wenjin est un joueur d'échecs chinois né le 10 mars 1976.
Au 1er février 2021, il est le 85e joueur chinois, avec un classement Elo de 2 357 points.

## Carrière
En août 1996, Wu Wenjin remporta le championnat d'Asie junior et finit onzième du championnat du monde d'échecs junior avec 7,5 points sur 13.
En 1999, Wu Wenjin remporta la médaille d'or individuelle au premier échiquier lors du championnat d'Asie par équipes avec 7 points sur 9 (il jouait au premier échiquier de l'équipe troisième de Chine), avec des victoires sur Alexander Graf, Rogelio Antonio et Krishnan Sasikiran. Il finit premier ex æquo de la Qingdao Daily Cup la même année.
Ces résultats lui permirent d'obtenir le titre de grand maître international  et son meilleur classement Elo de 2 602 points en novembre 2000 avec une place de 86e joueur mondial.
Wu Wenjin finit deuxième ex æquo du championnat de Chine d'échecs en 2003 et troisième ex æquo en 2004. Lors du championnat d'Asie de 2005, il finit quatorzième avec 6 points sur 9.
Wu Wenjin a représenté la Chine lors de deux olympiades d'échecs (premier remplaçant en 1998 et quatrième échiquier en 2000), marquant 6,5 points en 12 parties ; la Chine finit cinquième de la compétition en 1998.